# وارن بیرمنگام
وارن بیرمنگام (انگلیسی: Warren Birmingham؛ زادهٔ ۲۲ اوت ۱۹۶۲) بازیکن هاکی روی چمن اهل استرالیا است.